# Окаракамберлер
Окаракамберлер (на гръцки: Άνω Καμπή, Ано Камби) е село в Гърция, разположено на територията на дем Козлукебир (Ариана), област Източна Македония и Тракия.

## География
Селото е разположено на южните склонове на Родопите.

## История
Към 1942 година в Окаракамберлер живеят 51 помаци.